# Mistrzostwa Świata w Kolarstwie Przełajowym 1996
47. Mistrzostwa Świata w Kolarstwie Przełajowym odbyły się w dniach 3–4 lutego 1996 roku we francuskim mieście Montreuil. Rozegrano wyścigi mężczyzn w kategoriach elite i juniorów oraz, po raz pierwszy w historii, wyścig mężczyzn w kategorii do lat 23.

## Medaliści
| Konkurencja:             | Złoto:             | Czas    | Srebro:         | Czas     | Brąz:           | Czas     |
| Klasyfikacja mężczyzn    |                    |         |                 |          |                 |          |
| Elite (4 lutego 1996)    | Adrie van der Poel | 56:12 m | Daniele Pontoni | + 0:00 m | Luca Bramati    | + 0:00 m |
| U-23 (3 lutego 1996)     | Miguel Martinez    | 46:57 m | Patrick Blum    | + 0:00 m | Zdeněk Mlynář   | + 0:04 m |
| Juniorzy (3 lutego 1996) | Roman Peter        | 40:55 m | Gaiza Lejaretta | + 0:49 m | Gregory Lapalud | + 0:59 m |

## Szczegóły

### Zawodowcy
| Medal | Zawodnik            | Narodowość | Czas    |
| ----- | ------------------- | ---------- | ------- |
|       | Adrie van der Poel  | Holandia   | 56:12 m |
|       | Daniele Pontoni     | Włochy     | + 0:00  |
|       | Luca Bramati        | Włochy     | + 0:00  |
| 4     | Henrik Djernis      | Dania      | + 0:09  |
| 5     | Erwin Vervecken     | Belgia     | + 0:09  |
| 6     | Emmanuel Magnien    | Francja    | + 0:09  |
| 7     | Dieter Runkel       | Szwajcaria | + 0:21  |
| 8     | Richard Groenendaal | Holandia   | + 0:21  |
| 9     | Jérôme Chiotti      | Francja    | + 0:39  |
| 10    | Beat Wabel          | Szwajcaria | + 0:59  |

### U-23
| Medal | Zawodnik          | Narodowość | Czas    |
| ----- | ----------------- | ---------- | ------- |
|       | Miguel Martinez   | Francja    | 46:57 m |
|       | Patrick Blum      | Szwajcaria | + 0:00  |
|       | Zdeněk Mlynář     | Czechy     | + 0:04  |
| 4     | Maarten Nijland   | Holandia   | + 0:04  |
| 5     | Kamil Ausbucher   | Czechy     | + 0:14  |
| 6     | David Süssemilch  | Czechy     | + 0:14  |
| 7     | Dario Davi Cioni  | Włochy     | + 0:14  |
| 8     | Beat Blum         | Szwajcaria | + 0:14  |
| 9     | Christophe Morel  | Francja    | + 0:19  |
| 10    | Giullaume Benoist | Francja    | + 0:25  |

### Juniorzy
| Medal | Zawodnik           | Narodowość | Czas    |
| ----- | ------------------ | ---------- | ------- |
|       | Roman Peter        | Szwajcaria | 40:55 m |
|       | Gaiza Lejaretta    | Hiszpania  | + 0:59  |
|       | Gregory Lapalud    | Francja    | + 0:59  |
| 4     | Peter Frei         | Szwajcaria | + 0:59  |
| 5     | David Derepas      | Francja    | + 0:59  |
| 6     | John Gadret        | Francja    | + 0:59  |
| 7     | Christian Trafelet | Szwajcaria | + 0:59  |
| 8     | Bart Wellens       | Belgia     | + 1:23  |
| 9     | Matthias Kern      | Szwajcaria | + 1:36  |
| 10    | David Tický        | Czechy     | + 1:36  |

## Tabela medalowa
| Miejsce | Państwo    |   |   |   |   |
| ------- | ---------- | - | - | - | - |
| 1.      | Szwajcaria | 1 | 1 | 0 | 2 |
| 2.      | Francja    | 1 | 0 | 1 | 2 |
| 3.      | Holandia   | 1 | 0 | 0 | 1 |
| 4.      | Włochy     | 0 | 1 | 1 | 2 |
| 5.      | Hiszpania  | 0 | 1 | 0 | 1 |
| 6.      | Czechy     | 0 | 0 | 1 | 1 |